# High Power (film)
Pour les articles homonymes, voir High Power (homonymie).
Pour plus de détails, voir Fiche technique et Distribution.
High Power est un documentaire indien qui raconte l'histoire de la population locale aux alentours de la centrale nucléaire de Tarapur, où l'Inde a construit la première centrale nucléaire dans les années 1960. Il présente le point de vue de paysans et pécheurs qui ont perdu leurs terres fertiles, leurs lieux de pêche et leur santé pour la centrale, puis n'ont pas pu subvenir à leurs besoins élémentaires. 

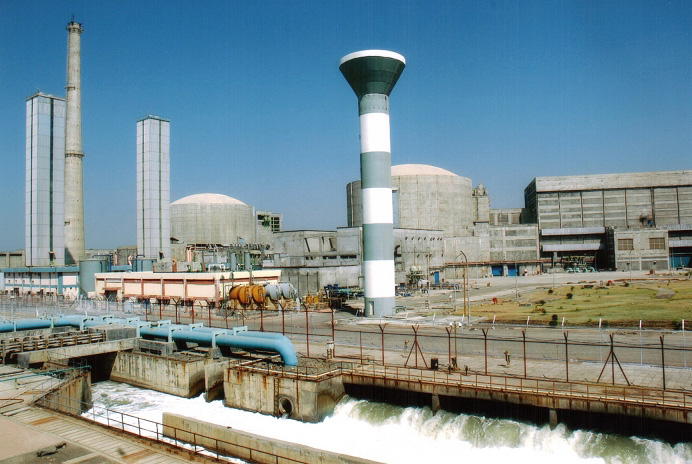
Une des unités de la centrale nucléaire de Tarapur.

En mai 2013, le réalisateur Pradeep Indulkar, ingénieur qui a travaillé sur ce projet de film durant douze années, a obtenu le prix « Yellow Oscar » du meilleur documentaire en court-métrage au 3e Festival international du film d’Uranium à Rio de Janeiro.
En octobre 2013, Pradeep Indulkar vient en Europe pour une tournée de projection de son film.
En octobre 2014, il entame une nouvelle tournée française à Carcassonne.